# 惠化民
惠化民（法語：Charles Joseph Lemaire；1900年1月16日—1995年4月22日）是天主教法國籍主教及巴黎外方傳教會會士。曾任吉林宗座代牧區助理宗座代牧（1939年-1945年）及巴黎外方傳教會總會長（1945年-1960年）。

## 生平

### 早年生活
惠化民出生于1900年1月16日，法蘭西第三共和國北部-加來海峽大區諾爾省市鎮贝尔特里的熱心天主教徒家庭。父亲是一家小型织布厂的老板。在他12岁时，进入康布雷的小修院學習，但两年后离开，且父亲的工厂工作。第一次世界大战期间，他失业回到学校學習。1917年，他與其他德军占领区的年轻人一樣被迫为德軍工作，直到1918年战争结束。
惠化民完成小修院的学业后，1922年，进入教区總修院。1925年9月12日，他29歲時加入巴黎外方傳教會。次年，被派往罗马聖嘉俾額爾學院進修4年，並取得教會法學位和神學博士。1928年12月 22日，被任命為執事。1929年9月21日，惠化民在39歲時於巴黎外方傳教會總部由總會長光若翰晉鐸，並被派遣前往中國東北傳教。 

### 中國傳教
1930年9月，惠化民抵達中國吉林传教。1931年9月18日日本關東軍發動九一八事變，翌日佔領長春。1932年3月，溥儀在日本關東軍輔助下建立滿洲國，且定都及把長春改名為新京，但仍准許外籍神父繼續在當地傳教及服務。1932年5月出任吉林耶穌聖心主教座堂主任司鐸。1937年1月至1939年12月間，擔任吉林總修院及小修院院长。
1934年3月20日，聖座傳信部便委派吉林宗座代牧高德惠主教為滿洲傳教團與聖座駐滿洲政府臨時代表。1939年，高主教拒絕繼續擔任此代表，聖座便任命惠化民神父扮演這個角色。1939年7月11日，惠化民39歲時獲時獲時任教宗庇護十二世任命吉林宗座代牧區助理宗座代牧，領銜土耳其奧特羅教區主教。同年11月16日，在吉林由吉林宗座代牧高德惠主教主禮，奉天宗座代牧衛忠藩主教和四平街宗座代牧石俊聲主教晉牧。第二次世界大戰期間，惠主教走訪各堂區理行牧職，並透過日籍神職人員與日本保持一定的聯繫。

### 出任總會長
由於二戰期間，巴黎外方傳教會無法举行新任總會長选举。因此，聖座传信部批准萊昂·羅伯特神父（Léon Robert）卸任總會長一職，并于1945年11月16日任命惠化民主教為巴黎外方傳教會總會長，直到該會可以举行选举为止。任內他到访问各個外方傳教會負責的传教区視察，特别是日本、香港和印度。1950年8月在比耶夫雷會議上，惠主教又当选为巴黎外方傳教會總會長，任期十年。惠主教曾出席1962年至1965年期間舉行的梵蒂岡第二屆大公會議。

### 晚年
1960年，惠化民主教卸任總會長後赴英屬香港，出任薄扶林納匝肋院院長，並接受當時香港教區]主教白英奇邀請為不同堂區信徒施放堅振聖事。後來，會院遷往山頂，惠主教仍每天自己乘巴士到聖保祿醫院舉行彌撒。
1991年5月惠主教因體弱多病，進入黃竹坑聖瑪利安老院，得到修女們的照顧。及至1995年4月22日，惠化民主教在英屬香港黃竹坑聖瑪利安老院逝世，享年95歲。同月26日，惠主教的殯葬禮在銅鑼灣基督君王小堂舉行，後安葬於跑馬地天主教聖彌額爾墳場。